# أمجد غانم
أمجد محمود محمد غانم (وُلد في 13 أبريل 1965 في دير الغصون) أكاديمي وسياسي فلسطيني، تولى بين 13 أبريل 2019 و31 مارس 2024 منصب الأمين العام لمجلس الوزراء الفلسطيني. عمل محاضرًا في جامعة النجاح الوطنية  منذ عام 1996 وحتى عام 2007، إضافة إلى عدد من الجامعات الأمريكية والكندية. كما عمل في منظمات دولية عدة، منها البنك الدولي، ومنظمة الصحة العالمية، والجمعية الألمانية للتعاون الدولي، ووكالة اليابان للتعاون الدولي.

## التحصيل العلمي
يحمل غانم درجة البكالوريوس في «الهندسة الكهربائية» من الجامعة الأردنية في عمان عام 1988. ودرجة الماجستير في «نظم الذكاء الإصطناعي» من الجامعة الأردنية في عمان عام 1990. ودرجة الماجستير في «هندسة الرقابة الذكية في الإدارة» من جامعة ولاية نيومكسيكو الأمريكية عام 1994. ودرجة الدكتوراه في «الهندسة الصناعية وهندسة الذكاء الإصطناعي» من جامعة ولاية نيومكسيكو الأمريكية عام 1995.

## أبحاثه وخبراته
نشر غانم العديد من الأوراق العلمية البحثية والتطبيقية في الدوريات والمؤتمرات العلمية المتخصصة، وقد تمحورت أبحاثه حول لوغاريتمات الذكاء الإصطناعي، وضبط وإدارة الجودة الشاملة وتطبقاتها، ونظم المعلومات، ونظام مؤشرات قياس الأداء في المؤسسات الحكومية، وتقييم الشركات بهدف رفع الجودة للقدرة التصديرية وتحسينها، ووصف إحصائي للعلاقة بين الصيانة والطاقة، وغيرها.
غانم وهو عضوٌ في عددٍ من الجمعيات العالمية، منها: مؤسسة إدارة الجودة الأوروبية، والمعهد العالمي للابتكار في الولايات المتحدة الأمريكية، ومؤسسة التمويل العالمية، وجمعية المستشارين الإداريين، وجمعية المهندسين الصناعية الأمريكية، وجمعية الجودة الأمريكية.